# Будител (вестник)
„Будител“ е български „независим“ политически вестник, издаван в Кюстендил.
Вестникът излиза 3 пъти месечно от 15 май до 9 юни 1900 г. Редактор е Васил Панев. Подкрепя идеите на БЗНС, публикува информация от местен характер и литературни материали. Спрян е поради поместване на съобщение за измененията в Закона за печата. Печата се от Печатница „Братя Дюлгерови“ в Кюстендил. Тираж 500 броя.